# (230965) 2004 XA192
(230965) 2004 XA192, também escrito como (230965) 2004 XA192, é um objeto transnetuniano que está localizado no Cinturão de Kuiper, uma região do Sistema Solar. Ele possui uma magnitude absoluta de 4,1 e tem cerca de 339+120
−95 km de diâmetro. O astrônomo Mike Brown lista este corpo celeste em sua página na internet como um candidato a possível planeta anão.

## Descoberta
(230965) 2004 XA192 foi descoberto no dia 12 de dezembro de 2004, por meio do Observatório Palomar.

## Órbita
A órbita de (230965) 2004 XA192 tem uma excentricidade de 0,250 e possui um semieixo maior de 47,298 UA. O seu periélio leva o mesmo a 35,467 UA do Sol e seu afélio a uma distância de 59,129 UA.
Ele está atualmente a 35,8 UA de distância do Sol, perto de seu periélio.